# Parafia św. Antoniego w Braniewie
Parafia św. Antoniego w Braniewie – rzymskokatolicka parafia w Braniewie, należąca do archidiecezji warmińskiej i dekanatu Braniewo. Została utworzona 1 stycznia 1993. Kościół parafialny poewangelicki jest budowlą późnoklasycystyczną wybudowaną w latach 1830–1837. Mieści się przy ulicy Królewieckiej. 

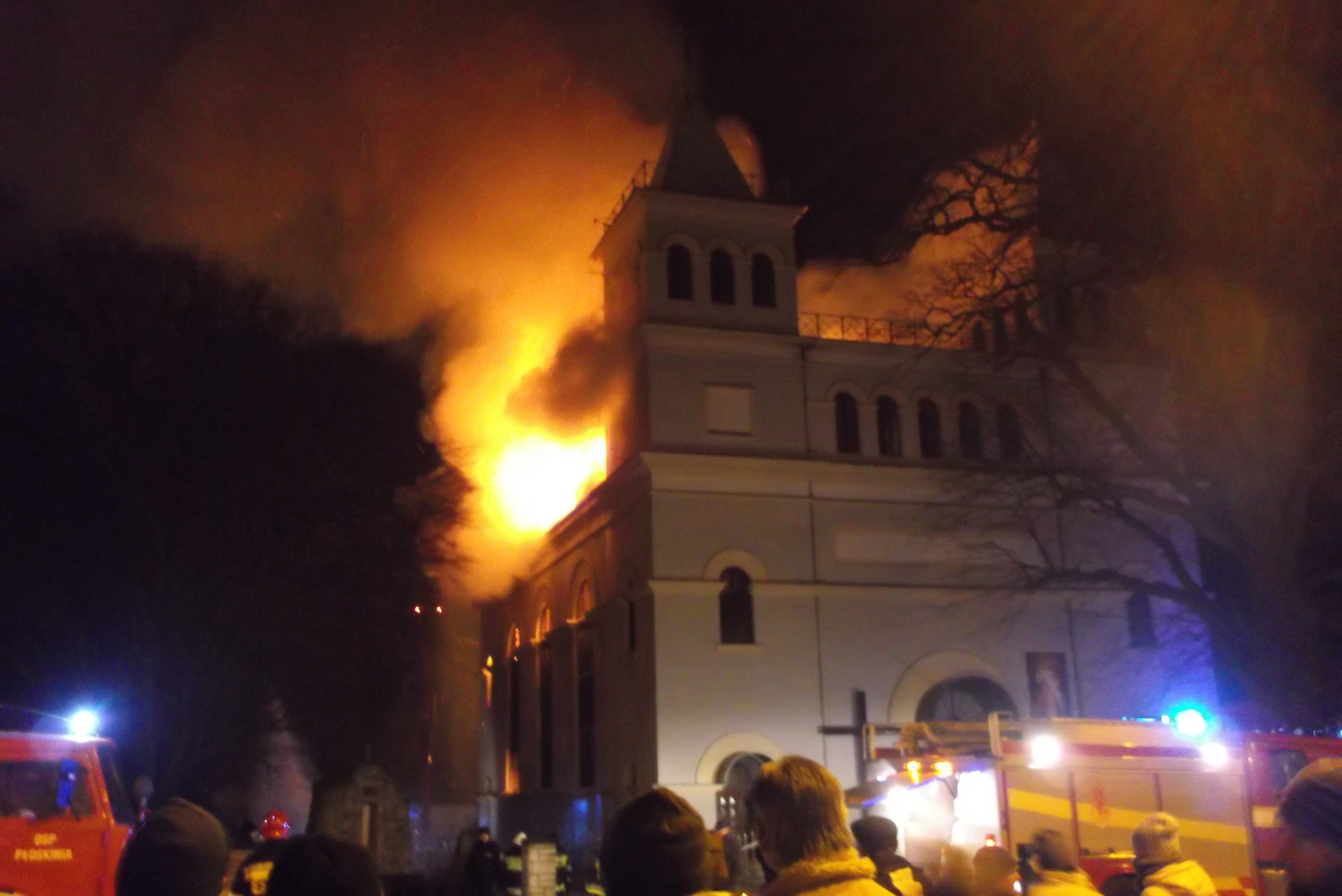
3 stycznia 2016, pożar kościoła parafialnego pw. św. Antoniego

3 stycznia 2016 r. doszło do groźnego pożaru kościoła parafialnego pw. św. Antoniego.  
Księża proboszczowie parafii pw. św. Antoniego w Braniewie:
ks. Edward Woliński (1986–2016)
ks. Radosław Gołębiewski (2016–2025)
ks. Piotr Babski (od 2025)